# Aston Hall
Aston Hall is een mansion in de Engelse plaats Aston, ten noorden van Birmingham. Het gebouw is in de Jacobijnse stijl ontworpen door John Thorpe. De bouw begon in 1618, de uiteindelijke woning voor Sir Thomas Holte werd 17 jaar later, in 1635, opgeleverd. Hoewel de bouw pas in 1635 werd afgerond, betrok Holte in 1631 al zijn woning. De woning bleef tot 1817 bezit van de inmiddels uitgestorven familie Holte. Architect John Thorpe heeft het gebouw waarschijnlijk nooit zelf bezocht. Na het verdwijnen van de Holtes was het landhuis nog enkele jaren het bezit van de verwante familie Legge. Heneage Legge kreeg geen zonen, dus kwam de dochter van Sir Charles Holte, Mary Elizabeth Holte, in aanmerking als erfgename van Aston Hall. Haar echtgenoot, Abraham Bracebridge, verkwanselde evenwel zijn algehele fortuin met slechte investeringen en kon Aston Hall niet aankopen, hetgeen tot een openbare verkoop van het landhuis leidde. In 1817 ging het pand over in handen van James Watt, zoon van James Watt. In 1858 werd het pand een museum in eigendom van Aston Hall and Park Company Ltd om in 1864 eigendom te worden van de stad Birmingham. De Aston Hall and Park Company organiseerde op 18 juni 1858 een plechtige opening in aanwezigheid van Koningin Victoria, ofschoon slechts een fractie van het aankoopbedrag was afbetaald. Na twee brieven waarin de vorstin haar verwondering uitte, besloot het stadsbestuur van Birmingham in 1864, het resterende bedrag te betalen, zodat Aston Hall een van de eerste openbare musea in Engeland werd. In Aston Hall hangen talloze schilderijen van onder andere Godfrey Kneller, Thomas Gainsborough, Peter Lely, Rembrandt van Rijn en George Romney. Verspreid over het landhuis bevinden zich diverse afbeeldingen van de familiewapens van de Holtes en de Watts, zijnde een eekhoorn en een olifant respectievelijk.

## Overzicht
Aston Hall ligt midden in Aston Park, heden ten dage omgeven door een industriële stadsomgeving. Op het terrein bevinden zich de fundamenten van nutsgebouwen, waarin boter en melk werd gemaakt, alsook waskamers en een put waarin ijs werd bewaard. Deze werd ontdekt tijdens renovatiewerkzaamheden in 2009, maar om veiligheidsredenen weer gedicht. De gebouwen, North Range genoemd, werden in 1869 vernietigd. Ten zuiden van Aston Hall ligt een grote tuin, Lady Holte’s Garden genaamd, aangelegd naar een voorbeeld uit 1699.

### Benedenverdieping

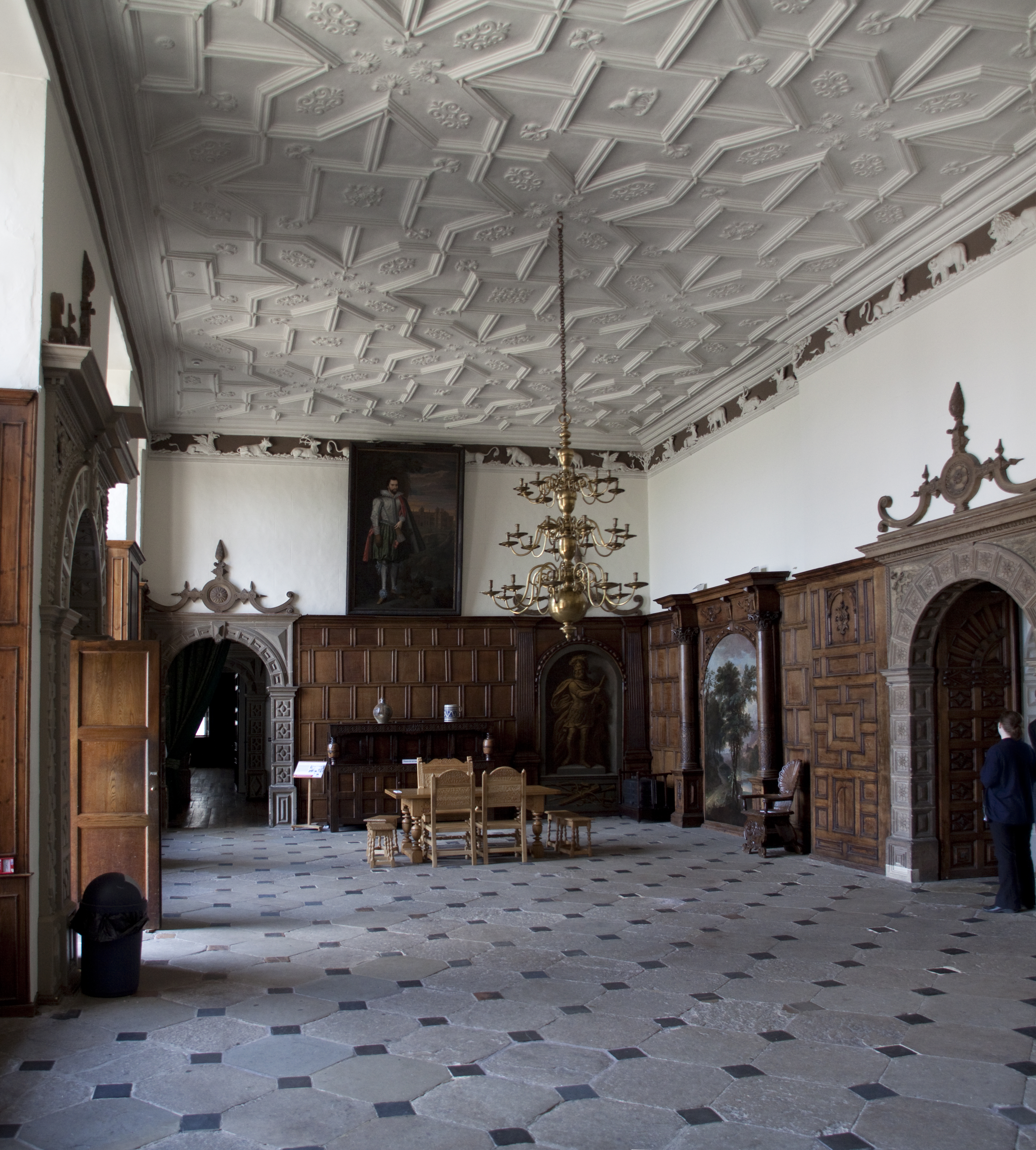
Besprekingskamer

Men betreedt Aston Hall via de grote hal op de benedenverdieping, met aan de rechterzijde een open haard en in het midden een grote doorgangsdeur. Deze hal ziet er min of meer uit zoals in 1722, toen Charles Holte I stierf. Links heeft men een doorgang naar de besprekingskamer (parlour), alwaar antieke tafels staan en een wandtapijt hangt. Hier werden dagelijkse zaken besproken, zoals de betaling van huur, het innen van belastingen, politieke allianties en dies meer. Naast de besprekingskamer staat een ruimte met colonnade.
De westelijke flank op de benedenverdieping van Aston Hall omvat enkele kleinere vertrekken, die omstreeks 1700 door Charles Holte werden gecreëerd. Hier bevinden zich een groen geschilderde bibliotheek, een salon met ornamentele haard, een ontspanningskamer en de kamer die heden bekendstaat als de Johnson Room, omdat de wandpanelen waarmee ze bekleed is, vroeger het eigendom van Dr Hector waren, een vriend van Samuel Johnson. Oorspronkelijk was deze ruimte echter waarschijnlijk een studeerkamer of kantoor. Hierin staan artefacten tentoongesteld die herinneren aan de tijd dat Aston Hall hoofdzakelijk een rariteitenkabinet was, eind 19de eeuw. Er staat een opgezette tijger in deze kamer.
Voorts bevinden zich gelijkvloers vooral werkvertrekken voor het personeel, zoals de keuken, voorraadkamer en de bediendenhal. In deze kamer staan oude gebruiksvoorwerpen tentoongesteld, zoals een mangel voor linnen, tangen om vlees te roosteren of kreuken in textiel aan te brengen, alsook het oudste stuk meubilair in het gebouw: een kist uit de 14de eeuw, die oorspronkelijk uit de parochiekerk naast Aston Park kwam. In de voorraadkamer staat tevens het familiezilver van de Holtes uitgestald.

### Bovenverdieping

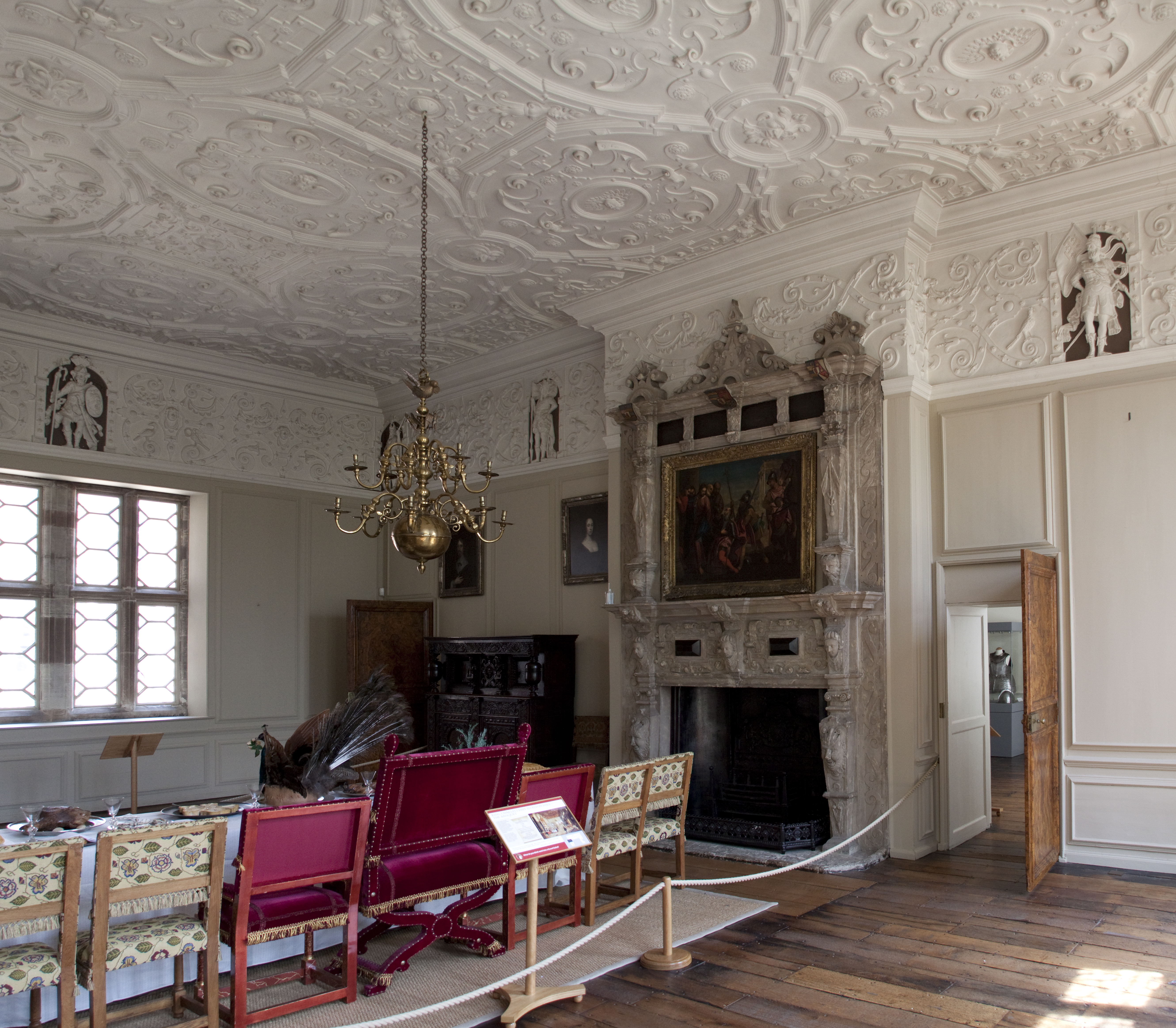
De grote eetzaal

De trap in de hal naast de woonzaal op de benedenverdieping is van eikenhout. Hier hangen portretten van leden van de familie Holte aan de wanden. Een van de pijlers van de balustrade vertoont een gat dat werd veroorzaakt door de inslag van een kanonskogel, toen Aston Hall in december 1643 door de parlementariërs werd beschoten. In 1983 werden restanten van trompe-l'oeil-schilderingen aan de wanden van de traphal ontdekt.
Boven de woonzaal bevindt zich de grote eetzaal. Dit is het rijkelijkst geornamenteerde vertrek van Aston Hall, want hier werden belangrijke gasten ontvangen, waaronder koning Karel I, met wie Thomas Holte op gespannen voet leefde. De wanden en het plafond van de grote eetzaal zijn bestuct met pleisterwerk met een grote verscheidenheid aan motieven, en langs het plafond loopt een fries met beeldjes van historische of legendarische figuren, onder wie Godfried van Bouillon, Alexander de Grote en Koning Arthur. Boven de haard hangt een portret van Koning Karel en zijn gezin. James Watt junior veranderde de eetzaal in zijn persoonlijke bibliotheek.
Een vroeger dichtgebouwde, thans weer geopende gang leidt naar de zogenaamde sinaasappelkamer, die in het Engels ietwat misleidend Orange Room heet, zodat bezoekers meestal denken dat het een oranje kamer betreft. De naam verwijst echter naar de motieven op het plafond, die eruitzien als sinaasappelbomen. Het pleisterwerk is origineel 17de-eeuws, en de fries langs het plafond vertoont afbeeldingen van eenhoorns en leeuwen, die de vereniging van Engeland en Schotland symboliseren. Voorheen had de sinaasappelkamer een doorgang naar een balkon. Er staat een antiek bed in. Naast de sinaasappelkamer bevindt zich een kleedkamertje met open haard, en daarnaast de kamer die bekendstaat als King Charles’s Room. Hier verbleef de koning op 18 oktober 1642, kort voor zijn nederlaag in de Slag bij Edgehill. Het plafond van deze kamer staat vol afbeeldingen van mythische dieren. Alhier worden harnassen, uitrustingen en wapens uit de Engelse Burgeroorlog bewaard.

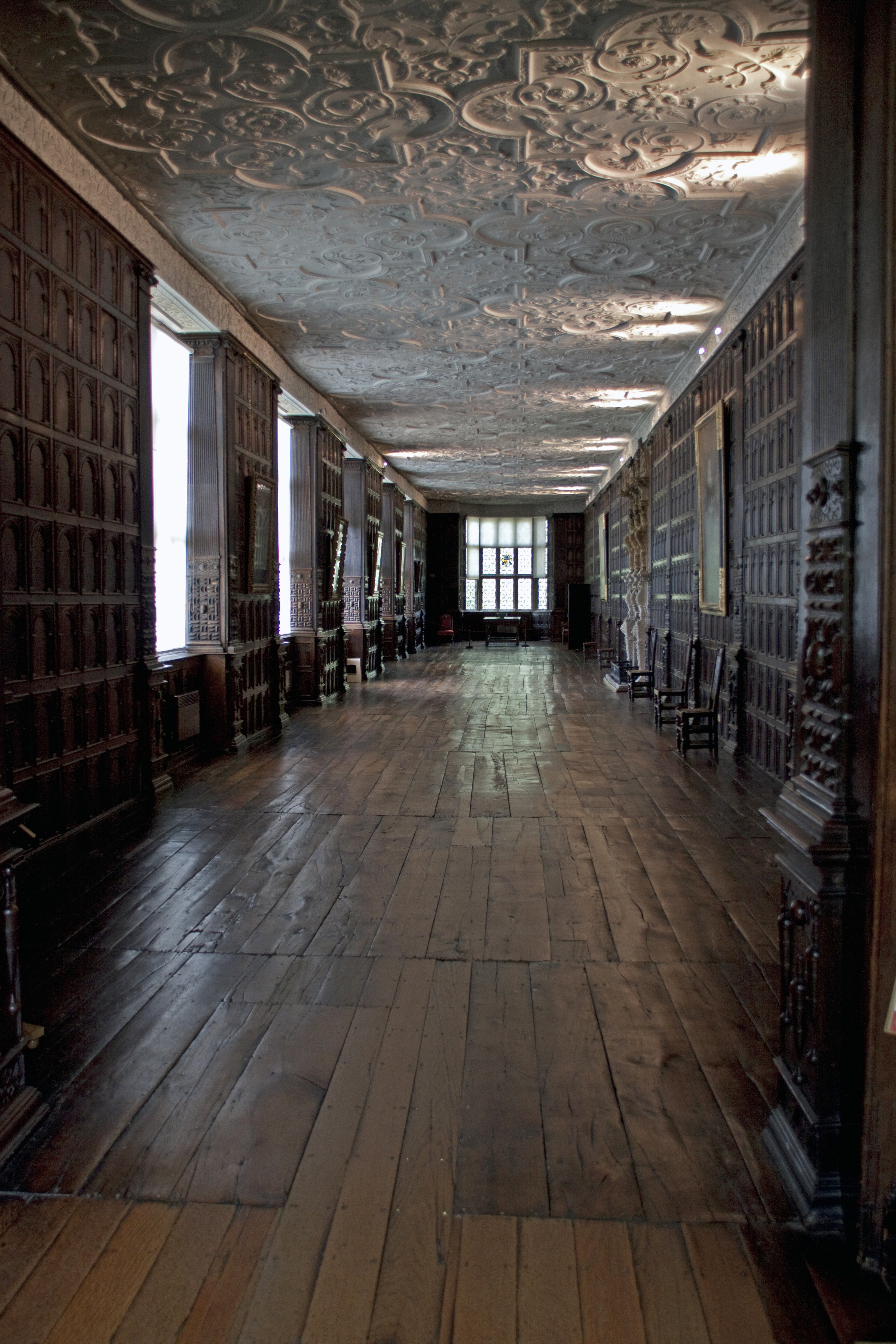
De lange galerij

In de ontspanningskamer trok men zich na het diner terug om te praten. Deze kamer werd door Lister Holte omstreeks 1750 nieuw ingericht met luxueus behangpapier. Aan de wand hangt een groot tapijt van de hand van Mary Holte, daterend van circa 1744, met een cartouche die Aston Hall voorstelt, omgeven door een groot hekwerk waarvan geen sporen meer zijn. In deze kamer staat antiek meubilair uit de 17de eeuw opgesteld. Verderop staat een vestibule, helemaal bedekt met lambriseringen uit notenhout, waaraan de grote galerij begint. Wanneer men de vestibule meetelt, is deze gang 118 meter lang. De vloeren bestaan volledig uit onregelmatige houten planken, de wanden zijn versierd met panelen van houtsnijwerk, waaraan schilderijen hangen, het plafond is over de gehele lengte rijkelijk geornamenteerd en aan het andere uiteinde bevindt zich een sierlijk glasraam. Ook staat in de galerij een zeer kunstige open haard. In deze galerij kon ’s winters gewandeld worden, terwijl men er in de zomermaanden verkoeling vond.
Voorts bevindt zich op de bovenverdieping onder andere nog de wereldkamer. Sir Lister Holte richtte deze als zijn persoonlijke bibliotheek in. Omstreeks 1700 ging men de Jacobijnse stijl ouderwets vinden, waardoor de fries aan het plafond welhaast volledig werd vernietigd, al blijft er nog een fragment in een hoekje over. In de wereldkamer staat een tentoonstelling over Aziatische en islamitische invloeden op de Britse cultuur gedurende de 18de eeuw. Naast de wereldkamer staat een kleedkamer die door Lister Holte omstreeks 1750 werd ingericht met een elegante haard. Hier hangt tevens een gecrocheteerd tapijt. De laatste kamer op de bovenverdieping is de beste slaapkamer, met een ledikant, een haard en een spiegel. Dit was wellicht de slaapkamer van Anne Littleton, de tweede echtgenote van Thomas Holte.

### Zolder en personeelsvertrekken
De bovenste kamer onder het dak staat bekend als Dick’s Garret. Dit was een eenvoudige ruimte waarin de bedienden sliepen, met twee afzonderlijke kamertjes voor mannelijke bedienden. Op de zolder bevinden zich tevens de kamer van de gouvernante en van de butler. Ten tijde van de Holtes woonde ene mevrouw Walker in dit vertrek; James Watt bracht zijn butler erin onder. Hier staan een oude spiegel en enkele meubelstukken van de hand van de beroemde meubelmaker George Bullock.

### Bezoekerscentrum
Vóór Aston Hall, in de oude paardenstallen, bevindt zich een bezoekerscentrum met een extra tentoonstelling omtrent de geschiedenis van Aston, en hoe deze plaats uitgroeide van een landelijk 18de-eeuws dorpje tot een geïndustrialiseerd deel van Groot-Birmingham met een groot aandeel aan migranten. De tentoonstelling heeft tevens een motorfiets van het type dat Che Guevara bereed en dat in Aston werd geproduceerd. Er werd in dit gebouw eveneens een cafetaria en souvenirwinkeltje ingericht.

### Spookverhalen
Er bestaan geruchten over drie vermeende geesten die in Aston Hall zowel door het personeel als bezoekers gezien zouden zijn. Een hiervan zou een dochter van Thomas Holte zijn geweest, die met haar geliefde wilde weglopen, maar door haar vader 17 jaar lang in een toren werd opgesloten, waarna ze haar verstand verloor. De gouvernante, mevrouw Walker, zou eveneens gezien zijn als een doorzichtige figuur in een groen kleed. De derde geest zou een loopjongen genaamd Dick zijn, die van diefstal werd beschuldigd en zichzelf op zolder verhangen heeft, hetgeen de reden zou zijn waarom de zolderkamer nog steeds Dick’s Garret heet. Geen van deze verhalen wordt echter door de officiële gidsen bevestigd, en Aston Hall maakt er niet actief gewag van. Schrijfster Maria Edgworth vermeldde anno 1820 echter wel dat Dick’s Garret ‘haunted’ werd genoemd, en een brief van James Watt junior, tijdens een van zijn eerste bezoeken, vertelt dat hij blij was dat zijn kamer zich op ‘ten minste duizend stappen van het spook verwijderd’ bevond.

## Heden
Aston Hall is nu een lokaal museum en wordt beheerd door de Birmingham Museums Trust. Dit trust heeft het beheer van het pand in 2012 overgenomen van de stad Birmingham. Tussen 2006 en 2009 werd het pand gerenoveerd, sindsdien is Aston Hall gedurende de zomermaanden open voor publiek, en wel vanaf Pasen. In het gebouw zijn een aantal stijlkamers ingericht met meubels, schilderijen, kleden en meer uit de collecties van het Birmingham Museum & Art Gallery, waarvan bij de meeste kan worden aangenomen dat ze een historische connectie met Aston Hall of de bewoners ervan hebben.
De meest oostelijk gelegen delen van het landgoed hebben plaats moeten maken voor de A38(M) motorway, een onderdeel van de A 38. Door deze weg kreeg Birmingham een directe verbinding met de M6.